# Ібрагім Каргбо
Ібрагім Обрех Каргбо (англ. Ibrahim Obreh Kargbo, нар. 10 квітня 1982, Фрітаун) — сьєрралеонський футболіст, що грав на позиції захисника. Відомий за виступами у низці європейських клубів, а також у складі збірної Сьєрра-Леоне. У 2019 році пожиттєво дискваліфікований ФІФА за участь в організації договірних матчів.

## Клубна кар'єра
Ібрагім Каргбо народився у столиці Сьєрра-Леоне Фрітауні, та розпочав займатися футболом у місцевому клубі «Олд Едвардіанс», пізніше грав за юнацьку команду «Іст Енд Енд Лайенс». Уже в 14 років він перебрався до Європи, де грав за юнацькі команди клубів «Естерс», «Дегерфорс», «Броммапойкарна» та «Феєнорд». З 2000 року Каргбо розпочав виступи вже за дорослу команду бельгійського клубуу «Моленбек», в якій провів два сезони, взявши участь у 59 матчах чемпіонату. Після цього протягом трьох років футболіст грав у іншому бельгійському клубі «Шарлеруа», після чого перейшов до турецького клубу «Малатьяспор», проте зіграв у ньому лише 1 матч. У 2006 році Каргбо грав у бельгійському клубі «Брюссель», у якому зіграв 26 матчів.
У 2006 році Ібрагім Каргбо став гравцем нідерландського клубу «Віллем II». У команді з Тілбурга Каргбо грав протягом чотирьох сезонів, та став у ній одним із основним гравців захисту команди, провівши в її складі 117 матчів в Ередивізі.
У 2010 році сьєрралеонський захисник став гравцем азербайджанського клубу «Баку», в якому грав до 2013 року, після чого повернувся до клубу «Брюссель», проте цього разу зіграв у її складі лише 1 матч. після чого перейшов до складу португальського клубу «Атлетіку» (Лісабон), в якому грав до середини 2015 року. Закінчував свою кар'єру гравця Каргбо виступами за англійські нижчолігові клуби «Баркінгсайд», «Темезмід Таун», «Веллінг Юнайтед» та «Далвіч Гамлет».

## Виступи за збірну
2000 року дебютував в офіційних матчах у складі національної збірної Сьєрра-Леоне. Протягом кар'єри у національній команді, яка тривала 14 років, провів у її формі 34 матчі, забивши 1 гол. Кілька років Каргбо був капітаном збірної, змінивши на цьому посту Мохамеда Каллона.

## Звинувачення в організації договірних матчів
У липні 2014 року Ібрагім Каргбо увійшов до числа 15 футболістів та офіційних осіб, яких відсторонили від міжнародного футболу, разом із Ібрагімом Коромою, Семюелем Барлеєм та Крістіаном Колкером за звинуваченням в організації договірних матчів, зокрема відбіркового матчу Кубка африканських націй у 2008 році проти збірної ПАР, який закінчився з рахунком 0-0.
Висловлено припущення, що Каргбо брав участь в організації договірних матчів під час виступів у клубі «Віллем II», та був основною контактною особою для організаторів договірних матчів, забезпечуючи необхідні результати свого клубу проти «Аякса» та «Феєнорда», проте він заперечив усі звинувачення. Ці звинувачення з нього зняті у 2015 році. Проте 15 лютого 2016 року Футбольна федерація Нідерландів повідомила, що має докази того, що Каргбо брав активну участь в організації договірних матчів, зокрема гри проти «Утрехта» 9 серпня 2009 року, яку команда Каргбо «Віллем II» програла з рахунком 1-0. Після цього Ібрагіму Каргбо заборонили грати у футбол у Нідерландах.
У квітні 2019 року ФІФА довічно відсторонила Каргбо від футболу за участь в організації договірних матчів.

## Особисте життя
Син Ібрагіма Каргбо, Ібрагім Каргбо-молодший, є бельгійським футболістом, і грає на позиції нападника.